# 崔常寿
崔 常寿（チェ・サンス、朝鮮語: 최상수/崔常壽、1918年12月3日 - 1995年6月5日）は、大韓民国の民俗学者、随筆家。
本貫は慶州崔氏。号は石泉（ソンチョン、석천）。 

## 経歴
1918年12月3日、日本統治時代の朝鮮で慶尚南道の釜山に生まれた。いっとき慶尚北道の慶州で幼年期を過ごし、大阪外国語学校（現: 大阪外国語大学）英語学科で専門学士号を取得した。1947年、韓国民俗学会の会長を務め、『民族学報』を発刊した。その後韓国外国語大学校助教授、京畿大学校教授、梨花女子大学校講師、韓米アジア民俗学会理事長、慶熙大学校教授などを務めた。
著書として『韓国民俗学研究叢書』、『韓国民間伝説集』、『韓国とアラビアとの関係』などがある。 
そのほか、ベトナム文化勲章・支援勲章などを授与された。1995年6月5日、76歳（77歳）で死去した。